# Margarete von Babenberg

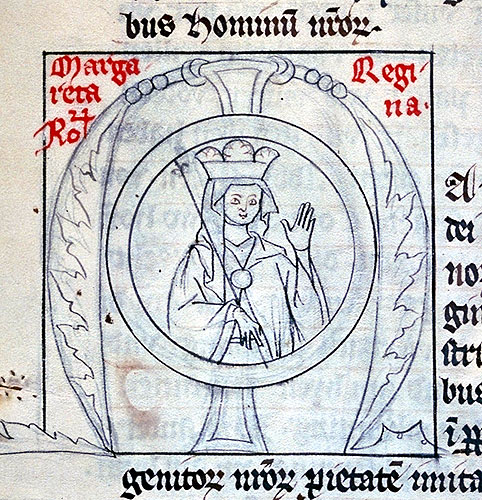
Margarete, Königin von Böhmen und Herzogin von Österreich (Zwettler „Bärenhaut“ fol. 46v, 1310/20, Stift Zwettl)

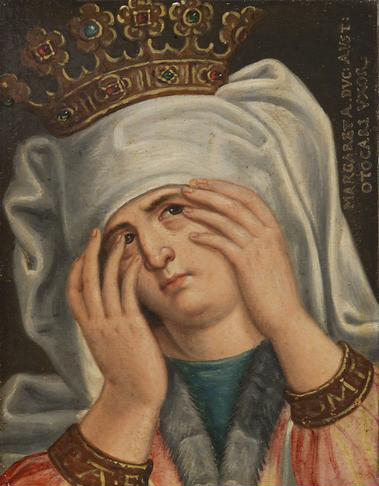
Margarete von Babenberg

Margarete von Babenberg, auch Margareta von Österreich, tschechisch Markéta Babenberská, (* 1204 oder 1205; † 29. Oktober 1266 auf der Burg Krumau am Kamp) war römisch-deutsche Königin durch ihre Ehe mit Heinrich (VII.), sowie böhmische Königin als die erste Ehefrau Königs Přemysl Ottokar II. Aufgrund des Privilegium minus hielt sie einen mit ihrer Nichte Gertrud konkurrierenden Anspruch auf das Herzogtum Österreich.

## Leben
Margarete war die Tochter des österreichischen Herzogs Leopold VI. von Babenberg und Theodora Angeloi, Tochter des byzantinischen Kaisers Isaak II. Am 29. November 1225 heiratete sie König Heinrich (VII.), den Sohn Kaiser Friedrichs II. Ihre Krönung fand am 28. März 1227 in Aachen statt.
Zwischen Mai 1228 und Juli 1235 wurden aus der Ehe mit Heinrich die Söhne Heinrich und Friedrich geboren. Über Margarete und ihre Söhne ist aus der Zeit der Ehe mit Heinrich nichts bekannt
Heinrich wurde nach der fehlgeschlagenen Erhebung gegen seinen Vater 1235 gefangen gesetzt und starb 1242. An die verwitwete Margarete richtete Kaiser Friedrich ein Trostschreiben. Darin ist von ihren Kindern, die anscheinend nach Italien gebracht wurden, in liebevoller Weise die Rede. Margarete begab sich daraufhin im selben Jahr in die Abgeschiedenheit des Dominikanerinnenklosters St. Katharinen in Trier und ab 1244 ins Kloster St. Markus in Würzburg desselben Ordens.
Nach dem Tod ihres kinderlosen Bruders Friedrichs II. in der Schlacht an der Leitha (1246) versuchte sie, ihre Erbansprüche auf die Herzogtümer Österreich und Steiermark gegenüber ihrer Nichte Gertrud durchzusetzen. König Wenzel I. von Böhmen wollte diese Herzogtümer durch eine Hochzeit seines Erstgeborenen Vladislav mit Friedrichs Nichte Gertrud vereinnahmen. Doch Vladislav starb bereits 1247. Nach Gertruds zweiter Heirat mit dem badischen Markgrafen Hermann und dessen Tod 1250 dauerte die herrscherlose Zeit an. Österreich und die Steiermark waren Reichslehen und wurden nach dem Aussterben der männlichen Linie der Babenberger als Reichsgut behandelt, zu einer rechtlich bindenden Belehnung kam es unter den letzten Staufern nicht mehr.
Der österreichische Adel bot Wenzels jüngerem Sohn Ottokar II. die Herrschaft über die Herzogtümer an. Voraussetzung dafür war jedoch die Heirat mit einer Erbin. Ottokar verweigerte die Hochzeit mit der Witwe seines Bruders und ehelichte am 11. Februar 1252 Margarete in der Burgkapelle von Hainburg. Die Braut war älter als ihr Schwiegervater König Wenzel I. Dabei ließ sich Ottokar die mit einer goldenen Bulle besiegelten kaiserlichen Privilegien, das Privilegium minus und dessen Bestätigung durch Kaiser Friedrich II. aus dem Jahr 1245, übergeben. Dadurch übertrug Margarete die Herrschaft der Herzogtümer Österreich und Steiermark an ihren Ehemann. Papst Innozenz IV., der zuvor schon einige Male zwischen Gertrud und Margarete die Seiten gewechselt hatte, bestätigte die rechtmäßige Übergabe der beiden Herzogtümer am 6. Mai 1252. In einer Urkunde vom 16. Juni 1252, in der der Propstei Ardagger ihr Mautrecht gesichert wurde, nannte sie sich neben ihrem Titel Romanorum (quondam) regina zum ersten Mal auch ducissa Austrie et Stirie ac marchionissa Moravie. 1260 bezeichnet sie sich in einer Urkunde als domina regni Bohemie.
Als 50-Jährige war sie aber außerstande, mit ihm Erben zu zeugen. Ottokar versuchte über den Papst, den unehelichen Sohn, den er mit einer von Margaretes Zofen hatte, als rechtmäßigen Nachfolger legitimieren zu lassen. Nachdem der Papst dies verweigerte, trennte sich Ottokar 1261 von Margarete. Sie ging nach Krumau und verbrachte die Winter in Krems. In Krumau bestätigte sie Privilegien ihres Bruders Friedrich und König Konrads IV. und gewährte den Dörfern im Landgerichtsbezirk Pölla-Krumau die Freiheit vom Landgericht (que nostre iurisdictioni subiacent per omnes terminos de Polan quibus speciali iure dominamur). Dadurch mussten nur noch todeswürdige Verbrechen von den Amtsleuten des Klosters an den Richter ausgeliefert werden.

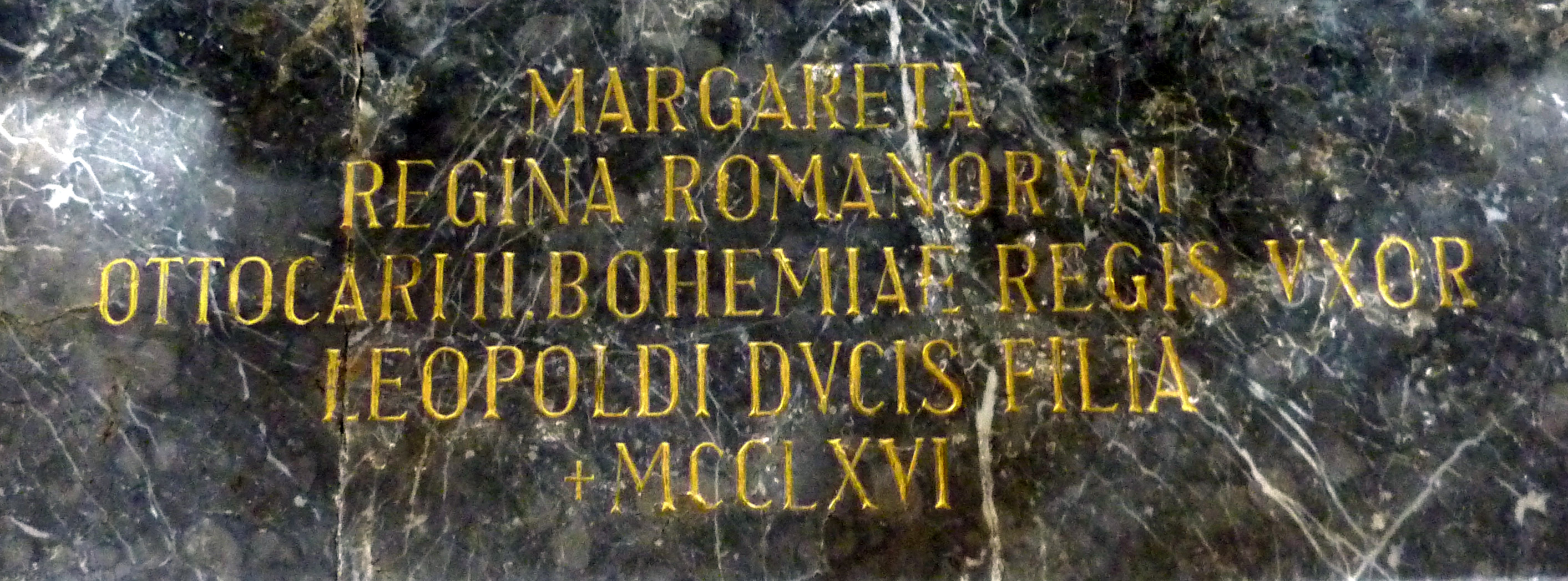
Grabinschrift in der Stiftskirche von Lilienfeld

Nach ihrer Trennung von Ottokar nannte sie sich Romanorum quondam regina, behielt aber den Titel ducissa Austrie et Stirie bei. Erst 1266 urkundete sie als quondam filia Livpoldi illustris ducis Austrie et Stirie et Romanorum regina und verwies so auf ihren Vater. Aus demselben Jahr 1266 stammt die letzte nachweisbare Urkunde Margaretes. Darin wird das Dorf Grafenberg aus der Pfarre Eggenburg an das Stift Lilienfeld geschenkt. Dieses Kloster hatte sie sich auch als Grabstätte ausgewählt. Der Zeitpunkt ihres Todes ist umstritten. Einige Quellen nennen 1266, während andere den 2. oder 12. Oktober 1267 belegen. Beigesetzt wurde sie ihrem Wunsch entsprechend im Stift Lilienfeld am nördlichen Rand des Altarraum, wo auch ihr Vater, der Stifter des Klosters bestattet ist. Außen an der Balustrade um den Altarraum weist dort eine Inschrift auf ihr Grab hin, die auf Deutsch lautet: Margareta, Königin der Römer, Ehefrau von König Ottokar II. von Böhmen, Tochter von Herzog Leopold, † 1266.